# Димо Тодоровски
Димо Тодоровски е виден скулптор, основоположник на модерната скулптура в Социалистическа Република Македония.

## Биография
Роден е в 1910 година в Солун, тогава в Османската империя. Тодоровски е единственият голям скулптор, който работи на територията на Вардарска Македония между двете световни войни. Творби на Тодоровски са изложени в Националната сбирка на Музея на съвременното изкуство в Скопие. Дело на Тодоровски е паметникът на Мечкин камен, издигнат в 1983 година. Тодоровски е член на Македонската академия на науките и изкуствата. Също така той е сред доайените на Дружеството на художниците на Македония в Скопие.
Умира в 1983 година.